# 特務風雲：中情局誕生秘辛
是勞勃·狄尼洛继1993年《布朗克斯的故事》后第二部自製自導自演的電影，劇情描述美國中央情報局爾虞我詐的催生過程。本片2006年12月22日由環球影業公開放映，獲2007年柏林影展銀熊獎傑出藝術貢獻項目。

## 劇情
愛德華·威爾遜是耶魯大學祕密社團「骷髏會」的成員，二次大戰期間，被美國軍方召募到戰略情報局（中央情報局前身），以貿易顧問為身份掩護，向英國情報局學習情報工作。冷戰期間，愛德華有一位為俄方情報對手，後來為古巴領導人卡斯楚服務，兩人數度交手，旗鼓相當。古巴飛彈危機爆發，美方發生嚴重的情報洩露，導致情勢失利，此時愛德華收到一份包裹，引領他找出洩露情報的源頭。
半生混跡情報界之後，慣見各種人命勾當的愛德華由活潑的大學生逐漸成為沉鬱的情報頭子。在處理這份情報洩露源頭時，他在家國之間作出了選擇，並壓抑自己深沉的痛苦。

## 角色
- 愛德華·威爾遜（Edward Bell Wilson），麥特·戴蒙飾演。

耶魯大學骷髏會成員，美國情報頭子，沈默寡言，KGB稱其「母親」。
- 瑪格麗特·安·羅素（Margaret Ann Russell），安潔莉娜·裘莉飾演。

愛德華的妻子。
- 雷·布拉科（Ray Brocco），約翰·特托羅（John Turturro）飾演。

愛德華的副官。
- 「尤利西斯」，歐勒格·史提芬（Oleg Stefan）飾演。

俄方情報頭子，與愛德華數度交手，惺惺相惜。
- 弗列雷克教授（Dr. Fredericks），麥可·坎邦飾演。

愛德華在耶魯大學的指導教授，因組織親納粹團體德美文化會遭到解聘，後來又與愛德華在倫敦相遇，成為他情報工作導師。
- 蘿拉（Laura），譚米·布蘭蕭（Tammy Blanchard）飾演。

愛德華的初戀情人，有聽力障礙。
- 山姆·米勒奇（Sam Murach），亞歷·鮑德溫飾演。

聯邦調查局探員。
- 比爾·蘇利文將軍（General Bill Sullivan），勞勃·狄尼洛飾演。

召募愛德華的軍方將領。

## 幕後花絮
製片珍·羅森索（Jane Rosenthal）表示，勞勃·狄尼洛把《特務風雲：中情局誕生秘辛》當作消遣，私下研究已有九年，但是一來這個題材在前911世界不好促銷，二來狄尼洛的演員行程滿檔，所以這項計劃遲到現在才得以實現。狄尼洛在電影試映時提到，這項計劃源自法蘭西斯·科波拉和艾瑞克·羅斯（Eric Roth），但是科波拉覺得角色「缺乏感情」，無法認同而取消計劃（仍保留聯合監製的名義）。後來導演約翰·法蘭克海默接下這項計劃，並且邀請狄尼洛演出，沒想到這位老導演在電影前製階段就逝世了，而在狄尼洛決定重執導演筒前，菲利普·考夫曼和王穎兩位導演也都曾經對這個題材感興趣。
狄尼洛經過友人介紹，認識曾在中央情報局任職達三十年的米特·貝爾登（Milt Bearden），貝爾登帶著狄尼洛橫跨歐亞，從阿富汗、巴基斯坦到莫斯科，四處搜集材料。本片的拍攝地點也遍及各地，有紐約市、華盛頓、阿第倫達克山脈、倫敦及多明尼加共和國。中央情報局的內景則是在美國布魯克林新兵訓練中心搭設的，這座大型建築物建於1901年，現在隸屬美國軍隊與國民警衛隊。
原本電影配樂是由詹姆斯·霍納負責，後來他因理念不和退出，才換成布魯斯·法勒（Bruce Fowler）和馬塞羅·札佛斯（Marcelo Zarvos）。而原本要出資的 Initial 娛樂集團（Initial Entertainment Group，IEG）也因預算問題撤資，執行長葛拉漢·金（Graham King）向《綜藝》雜誌表示：「要是市場景氣一點，我也想拍這部電影，劇本寫得好極了，只可惜我們的預算不夠拍這部片，我絕不希望因為縮減電影預算而得罪勞勃。」
主角愛德華·威爾遜原本敲定由李奧納多·狄卡皮歐飾演，他辭演後才由麥特·戴蒙接手，這是自從《愛在奔馳》（All the Pretty Horses）以來，麥特第二次接演李奧納多不要的角色。睽違影壇八年的老牌演員喬·派西也在電影裡客串一角。

## 各界反應
《特務風雲：中情局誕生秘辛》評價不一，《時代》雜誌評論麥特·戴蒙「飾演這位沈默寡言卻無所不知的角色，演技精湛。」，《新聞週刊》評論寫道：「前50分鐘，被電影迷住的我以為狄尼洛終於能脫下《教父》的包袱…雖然電影沒掌握好龐大的格局，我仍然上了一堂引人入勝的歷史課。」，實際上劇中眾多人物與相關事件，混合了真實世界的人物與地點，並加以戲劇化，其它週邊人物事件則是完全虛構的，比如說麥特·戴蒙所扮演的愛德華·威爾遜就是部份取材自長年為中情局局長服務的反間幕僚詹姆斯·安格頓，和祕密行動專家理查·畢索（Richard Bissell）。
導演狄尼洛表示「這是一部混合真實事件與角色模仿的電影」，熟悉政府運作的前任美國駐聯合國大使、前任助理國務卿理查·霍布魯克表示：「本片是一則幾近史實的虛構故事，鑒於製片與導演享有充分自由追求細節的正確性，他們在許多方面都補捉到冷戰期間關於情報任務、反間活動與變節事件的菁華。」
不過《紐約日報》的伊莉莎白·韋茲曼（Elizabeth Weitzman）倒是認為：「要是中情局的間諜生涯真是如此沈悶，這個祕辛還不如不掀得好。」而《滾石》雜誌的彼得·崔維斯（Peter Travers）則說：「沒有節奏的電影，看得辛苦。」

## 外部連結
- 互联网电影数据库（IMDb）上《特務風雲：中情局誕生秘辛》的资料（英文）
- 豆瓣电影上《特務風雲：中情局誕生秘辛》的資料 （简体中文）